# Юдита з головою Олоферна (Станціоне)
«Юди́та з голово́ю Олофе́рна» — картина італійського художника доби бароко Массімо Станціоне (1586 — 1656).

## Популярна легенда серед художників
Художники, як і всі віряни, добре знали біблійну легенду про вдову Юдиту, яка вбила полководця Олоферна і тим врятувала рідне місто від загарбників. Сміливий і мужній вчинок жінки дивував протиріччями. Адже вона вчинила як патріот, що рятував життя багатьох. . Але жінка, що скоїла вбивство, нехай і ворога, лякала.
Переляк в таборі вояків добре передав в своїй картині Сандро Боттічеллі, коли ті віднайшли вранці тіло Олоферна з відтятою головою. Малював Боттічеллі і повернення Юдити з відрубаною головою Олоферна. Другий художник доби Відродження — Джорджоне — зупинився на моменті, коли Юдита святкує перемогу над Олоферном і топче його відтяту голову (Ермітаж, Петербург).  Джорджоне в цій картині подає вбивцю Юдиту поетично, з повагою до патріотичного вчинку. Лище грізно поблискуючий меч в руці жінки та мертва голова ворога нагадують про скоїне вбивство.

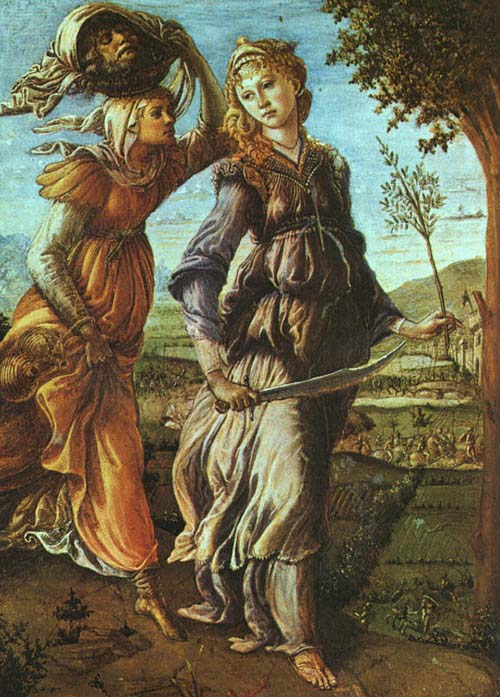
Боттічеллі. Повернення Юдити з головою Олоферна

Особливого поширення легенда зі Старого Заповіту набула в XVII столітті. До легенди звертався Караваджо і чимало його послідовників — караваджистів. Звертався до легенди й караваджист Массімо Станціоне з Неаполя.

## Юдита художника Станціоне
Контрасти бароко добре використані Станціоне в картині. Молода Юдита і стара служниця, світлий обрій і чорна хмара, що поглинає небо, різка світлотінь — усе підсилює драматичну ситуацію. Вбивсто вже сталося. І Юдита передає відрібану голову ворога в руки служниці, аби винести жахливий трофей з ворожого табору. Стара за заповітом Юдита показана молодою і дуже привабливою жінкою. Усі скарби свого колористичного хисту Станціоне віддав яскравому вбранні Юдити. Але настав грізний час війни, і тут вже не до танців і пестощів. Мужня жінка зробила свій внесок в перемогу над ворогом.